# Ундур Гонгор
Ундур Гонгор (монг. Өндөр Гонгор, «Высокий Гонгор», прибл. 1880/85 — прибл. 1925/30) — очень высокий человек, живший на рубеже XIX—XX веков в Монголии. Его рост достигал 2,36 м (по другим источникам — 2,45 м). Был широко известен в Монголии и неоднократно упоминался в записках европейских путешественников.

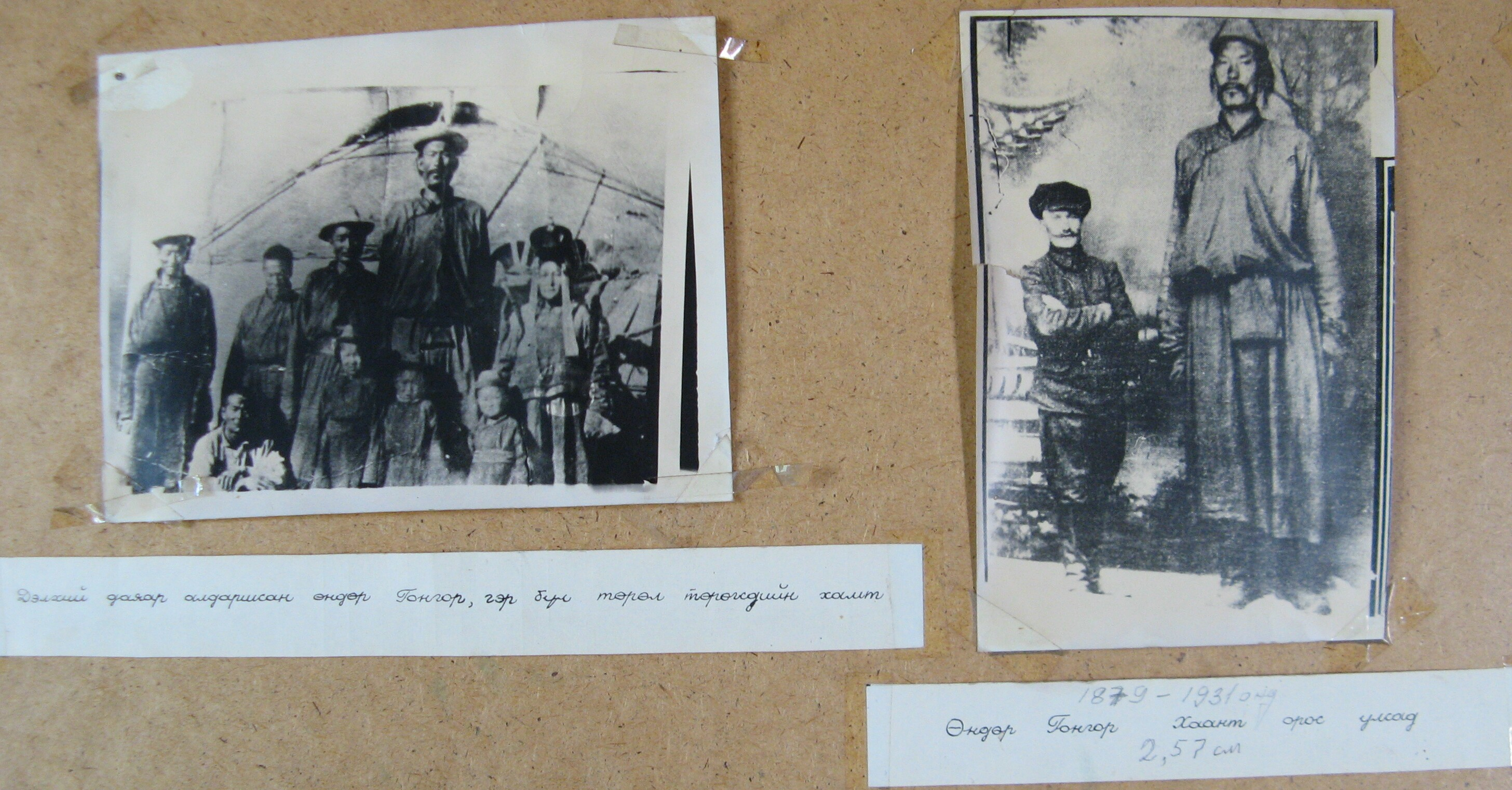
Гонгор с семьёй; Гонгор в Российской империи — фотографии из экспозиции краеведческого музея Жаргаланта

## Биография
Согласно интервью с его дочерью Г. Будханд, опубл. в 1997 году, Гонгор был третьим ребёнком в семье пастуха Пурэва из Далай-Чойнхор-ванского хошуна, кочевавшего в местностях Тулт и Бага-Булак (совр. сомон Жаргалант аймака Хувсгел). Ребёнком он был невысоким, имел разве что длинные пальцы, и вызывал недовольство родителей своим большим аппетитом. В конце концов был отправлен в Их-хурэ, где его вызвал к себе Богдо-гэгэн VIII, который даровал Гонгору дворянский титул, подарил новую одежду и даже выдал за него одну из своих портних Должинсурэн, основывая подобный выбор невесты на сходстве гороскопов будущих супругов.
Источники расходятся относительно занятия Гонгора при Богдо-хане: сообщается, что он был либо смотрителем принадлежавшего Богдо-хану слона, либо его телохранителем, а также борцом. Гонгор десять раз участвовал в столичных надомах при Маньчжурской империи и десять раз при Богдо-хане, а также три раза при Народной республике.

…На одном из таких празднеств боролся громадный монгол. Этот монгол из западных провинций был почти восьми футов роста, широкий и крепко сбитый. Он вышел на ринг почти нагим, лишь в шёлковой набедренной повязке и высоких наезднических сапогах. Живой Будда, всегда готовый поразвлечься, приказал коротышке-ламе, самому низкому в Урге, выйти на ринг против гиганта. Этот лама был быстр и проворен как кошка. Ожидания семи тысяч зрителей накалились до предела. Они вплотную примкнули ко внешнему заборчику, ограничивавшему ринг. Эти двое вступили в борьбу, не торопясь прибегать к захватам; они кружились и уклонялись, каждый надеясь выгадать момент для преимущественного захвата другого, хотя маленький проворный борец едва достигал запястья своего противника. Наконец крохотный лама пробежал между ног у гиганта. Он ударил его выше коленей и сделал мощный толчок. Великан упал с сильным грохотом. Зеваки разразились хохотом. Бедняга великан поднялся, лицо его очень покраснело; и он ушёл, почёсывая голову.— из мемуаров Ф.А. Ларсона
В 1913 году Ундур Гонгор ездил в Российскую империю в составе посольства Сайн-Нойон-хана Намнансурэна; позже работал на таможне.
У Гонгора было четверо детей. Умер на родине в конце 1920-х годов, не дожив до 50-и лет. Огромные сапоги Гонгора, хранившиеся в семье в качестве реликвии, пропали во время Хубсугульского восстания 1932 года.
Один из внуков Гонгора, Д. Давааням, стал известным монгольским детским писателем.